# Josef Baum

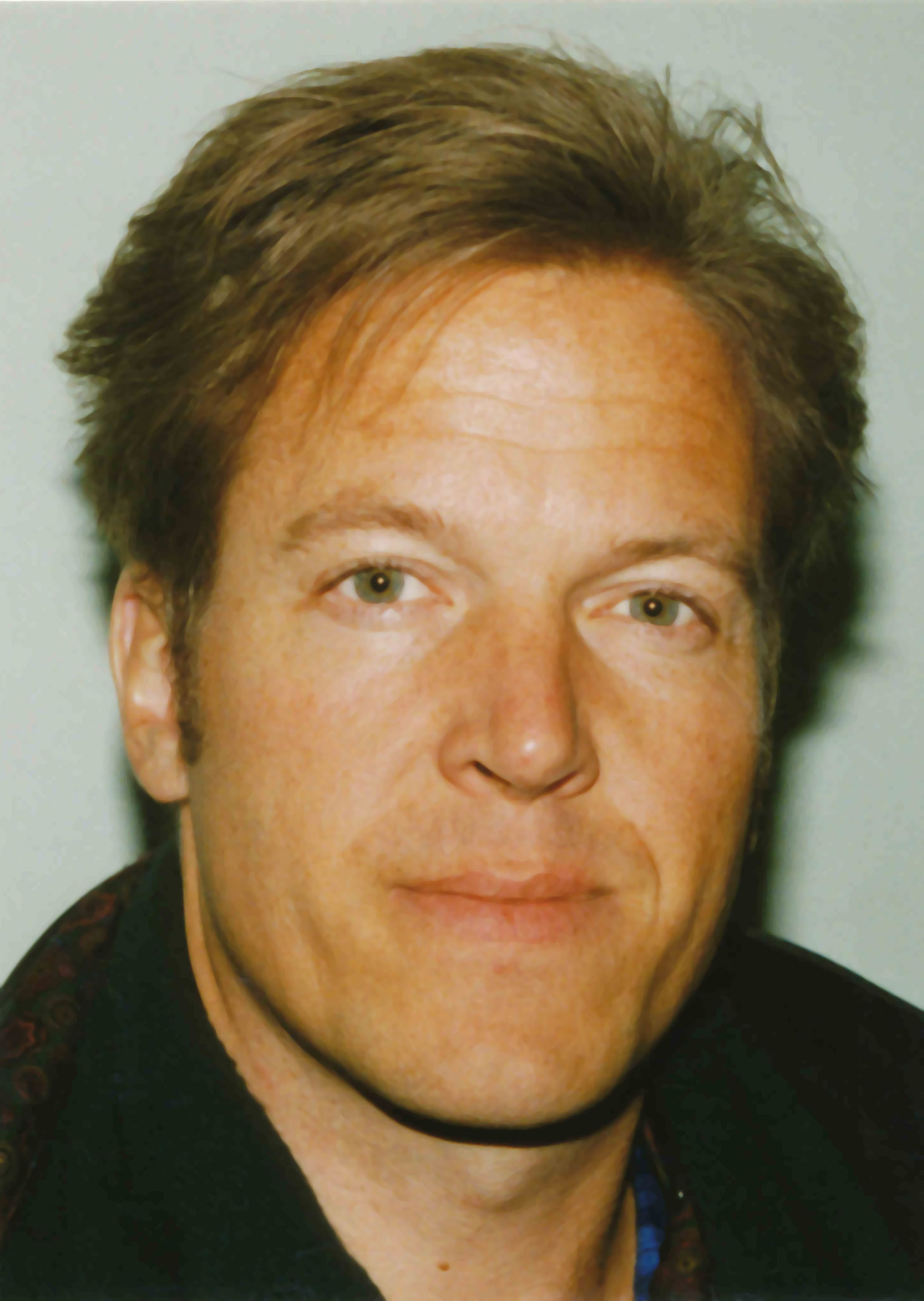
Josef Baum

Josef Baum (* 1955 in Düsseldorf) ist ein deutscher Schauspieler.

## Leben
Josef Baum absolvierte nach dem Abitur von 1978 bis 1981 eine Schauspielausbildung an der Westfälischen Schauspielschule in Bochum und legte sein Diplom als Schauspieler ab. Erste feste Theaterengagements hatte er an den Städtischen Bühnen Münster und am Stadttheater Lübeck. Gastengagements hatte Baum unter anderem am Hansa-Theater in Berlin, an den Düsseldorfer Kammerspielen und an der Kleinen Komödie am Max II in München. Er trat bei den Kreuzgangfestspielen Feuchtwangen und bei den Luisenburg-Festspielen in Wunsiedel auf. Außerdem wirkte er bei mehreren Theatertourneen mit.
Er spielte am Theater die klassischen Rollen seines Fach, wobei er zu Beginn seiner Laufbahn als Theaterschauspieler hauptsächlich im Rollenfach des jugendlichen Liebhabers und im Heldenfach eingesetzt wurde. Seine wichtigsten Theaterrollen waren Benedikt in Viel Lärm um nichts, Petrucchio in Der Widerspenstigen Zähmung und Jago in Othello, alle von William Shakespeare, der Major von Tellheim in Minna von Barnhelm und der Tempelherr in Nathan der Weise, beide von Gotthold Ephraim Lessing, und Estragon in Warten auf Godot von Samuel Beckett.
Aufgrund seiner attraktiven und eleganten Erscheinung wurde Baum häufig auch in Gesellschaftkömodien und Salonstücken eingesetzt, so als Lord Goring in Ein idealer Gatte und als John Worthing in Bunbury, jeweils Theaterstücke von Oscar Wilde.
Ab Mitte der 1990er Jahre begann dann auch seine Karriere im deutschen Fernsehen. Baum übernahm hierbei mehrere durchgehende Serienrollen, wiederkehrende Episodenrollen und auch Gastrollen.
Baum wurde im deutschen Fernsehen häufig in Familienserien, Arztserien und Kriminalfilmen eingesetzt. Bekanntheit erlangte Baum vor allem in der durchgehenden Serienhauptrolle des Dr. André Larisch in der SAT1-Fernsehserie Kurklinik Rosenau, wo er einen intriganten Arzt spielte, der von einem Posten als Klinikchef träumt und die Kurklinik in eine Schönheitsfarm umwandeln möchte.
In der ZDF-Fernsehreihe Forsthaus Falkenau übernahm er ab 2006 an der Seite von Hardy Krüger jr. als Forstdirektor Brandner, der dem neuen Revierförster Stefan Leitner wohlwollend und unterstützend zur Seite steht, wiederum eine wiederkehrende, diesmal positiv angelegte Serienrolle. Das ZDF besetzte Baum 2006 außerdem in dem Fernsehfilm In den Netzen der Liebe aus der Inga-Lindström-Fernsehreihe.

## Filmografie (Auswahl)
- 1990: Tatort – Tod einer Ärztin (TV-Reihe)
- 1995: Dr. Stefan Frank – Der Arzt, dem die Frauen vertrauen (TV-Serie)
- 1995–1998: Kurklinik Rosenau (TV-Serie)
- 1996: Hallo, Onkel Doc! (TV-Serie)
- 1997: Weihnachten mit Willy Wuff – Mama braucht einen Millionär (TV-Film)
- 1999: Für alle Fälle Stefanie (TV-Serie)
- 2001: Küstenwache (TV-Serie)
- 2002: SOKO 5113 (TV-Serie)
- 2006: Inga Lindström: In den Netzen der Liebe (TV-Reihe)
- 2006–2010: Forsthaus Falkenau (TV-Serie)
- 2011: Da kommt Kalle
- 2011: Tatort – Jagdzeit